# Ensenada (partido)
Ensenada est un partido de la province de Buenos Aires dont le chef-lieu est Ensenada.